# Eduard von Litzelhofen

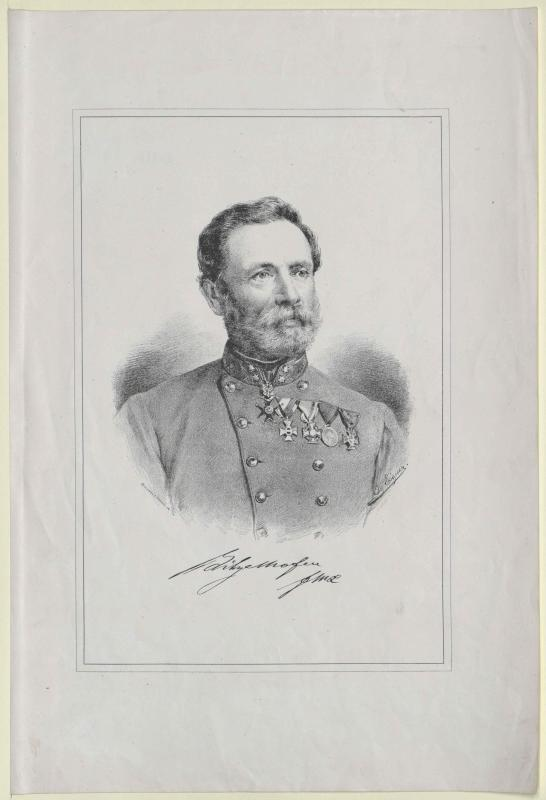
Eduard von Litzelhofen (1820–1882)

Eduard (Freiherr von) Litzelhofen (* 16. Jänner 1820 in St. Martin (Villach); † 18. Jänner 1882 in Prag) war ein österreichischer General.

## Leben
Eduard von Litzelhofen stammte aus einer Kärntner landständischen Familie. Er wurde 1838 als Fähnrich aus der Theresianischen Militär-Akademie in Wiener Neustadt als Leutnant zum Infanterieregiment 47 ausgemustert. 1844 wurde er zum Oberleutnant befördert. 1848/49 nahm er am Feldzug in Oberitalien mit der Schlacht bei Novara teil. 1849 wurde er Hauptmann, 1850 General-Stabschef bei den kaiserlichen Okkupationstruppen in der Toskana, den päpstlichen Legationen und Marken. Dann verfertigte er die Kartierung des Neograder Komitats in Ungarn. 1859 wurde er Oberstleutnant und General-Stabschef des 8. Korps. Als solcher bewährte er sich in der Schlacht bei Solferino am 24. Juni 1859 in so hervorragender Weise, dass ihm am 17. Oktober 1859 das Ritterkreuz des Militär-Maria-Theresien-Ordens verliehen wurde. Dies war mit der Nobilitierung zum Freiherrn verbunden.
1861 wurde Litzelhofen zum Oberst befördert und war als General-Stabschef beim General-Kommando in Prag tätig. Den Feldzug von 1866 gegen Preußen machte er als General-Stabschef des 1. Korps mit. Am 13. November 1866 wurde Litzelhofen zum Generalstabschef beim General-Kommando in Lemberg ernannt. 1868 wurde er als Generalmajor als Brigadier bei der 14. Infanterie-Truppendivision eingeteilt. Litzelhofen kommandierte ab 19. Februar 1873 die 13. Infanterie-Truppendivision und ab 1. November 1873 unter Beförderung zum Feldmarschalleutnant die 19. Infanterie-Truppendivision. Ab 21. August 1878 war Litzelhofen Militärkommandant in Krakau und ab 7. August 1879 kommandierender General in Lemberg. Litzelhofen wurde 1881 Chef des General-Kommandos Prag und Feldzeugmeister, 1879 Inhaber des Infanterieregiments 47 und 1880 Geheimer Rat.
Er starb am 18. Jänner 1882 in Prag.

## Ehrungen
- Militärverdienstkreuz (1850)
- Großherzoglich-Toscanischer Militär-Verdienst-Orden 2. Klasse
- Gregoriusorden 2. Klasse
- Ritterkreuz des Militär-Maria-Theresien-Ordens (1859)
- Freiherr (1860)
- Geheimer Rat (1880)